# VIII. Gergely (ellenpápa)
VIII. Gergely (? – 1137) néven lépett fel a római katolikus egyház történetének huszonharmadik ellenpápája. Gergely V. Henrik, német-római császár és II. Geláz pápa valamint II. Kallixtusz pápa idején foglalhatta el kétes hivatalát.
Eredetileg Mauritius Burdinus (portugálul: Bordinho, franciául: Bourdin) néven látta meg a napvilágot a franciaországi Limoges tartományban. Életének első szakasza és pályája kezdete akár egy későbbi nagy pápa életútját is jellemezhetnék, hiszen Burdinus már igen fiatalon szerzetesi esküt tett a clunyi bencéseknél. A korabeli egyházi elit ebből a kolostorból került ki, és a reformeszmék bölcsőjeként tartották számon a kor Európájában. Tanítómestere, Bernard, Toledo érseke és Spanyolország prímása révén Kasztíliában folytatta tanulmányait. Kapcsolatai révén 1098-ban Coimbra püspöke lett. Négy éven keresztül a Szentföldön volt, segítette a keresztes hadakat, de főként zarándoklaton vett részt. Hazatérte után, 1111-ben Burdinust érdemeiért Braga érseki székébe helyezték. Portugália metropolitájaként igen sokat segített I. Henrik, portugál grófnak az ország újraalapításában és a fiatal állam egyházi szervezetének kiépítésében. A kasztíliai koronától függetlenedő portugál területek nemcsak a világi hatalomban szítottak ellentéteket, hanem Burdinus is komoly vitába keveredett Bernarddal, a kasztíliai prímással. 1114-ben a portugál függetlenedési törekvések olyan mértékben érintették az egyházat, hogy II. Paszkál pápa megfosztotta hivatalától Burdinust, és Rómába hívatta.
Paszkál hosszas tárgyalások után visszafogadta kegyeibe Burdinust, és a pápai udvarnál alkalmazta. Évek múltán a legkényesebb diplomáciai kérdésekkel is ő foglalkozott. Így kerülhetett sor arra, hogy amikor 1117-ben V. Henrik seregével Beneventóba üldözte Paszkált, a pápa Burdinust küldte a császárhoz, hogy tárgyaljon vele. Henriknek a tárgyalások során sikerült maga mellé állítania Burdinust, aki szövetségük megpecsételésére 1117. március 23-án megkoronázta Henriket a Szent Péter-bazilikában. A nyílt ellenszegülést Paszkál elítélte, és kiközösítette mind Burdinust mind a császárt.
Amikor II. Paszkál 1118. január 24-én meghalt, a klérus titokban választotta meg az egyház újabb vezetőjét, II. Gelázt. Amikor Henrik fülébe jutott, hogy az egyház élére ismét egy reformpárti bíboros került, azonnal Rómába utazott kíséretében tucatnyi jogásszal. Akkorra Geláznak sikerült elmenekülnie Rómából, és Henrik hiába küldött követeket hozzá Gaetába, hogy tárgyalják meg a német invesztitúra ügyét, a pápa nem volt hajlandó találkozni a császárral. Ezért a jogtudósok véleményére hagyatkozva Henrik semmissé nyilvánította a pápaválasztást, és a lefizetett római néppel 1118. március 10-én megválaszttatta Burdinust pápának, aki felvette a VIII. Gergely nevet. Ezzel is provokálni akarta a reformpárti klérust. Április 7-én Geláz Capuában tartott zsinatán kiátkozta VIII. Gergelyt és Henriket is.
Geláz alig egy éven át tölthette be hivatalát, 1119. január 29-én meghalt. A pápai trónra II. Callixtus került, akinek finom diplomáciai érzéke 1122-ben pontot tett az invesztitúraharcokra. A wormsi konkordátum aláírása után, 1122-ben Henrik ellenpápának nevezte VIII. Gergelyt, és nem ismerte el mint az egyház fejét. Gergely azonnal elmenekült Rómából, és Sutri városába zárkózott. A pápát támogató seregek körbezárták a várost és nyolc nap után sikerült rávenniük Sutri vezetését, hogy kiadják Gergelyt. A római Septizoniumba börtönözték be, majd április 22-én hivatalosan is lemondatták. Callixtus úgy döntött, hogy kolostorba záratja Gergelyt, és miután kolostorról kolostorra vonszolták, a krónikák szerint 1137-ben a salernoi La Cava-kolostorban halt meg.